# William de Pakyngton
William de Pakyngton (também William Pakington) (fl. 1370s) foi um cónego de Windsor em 1381 e Deão de Lichfield.

## Carreira
Ele foi nomeado:
- Escrivão do rei
- Reitor de Burton Noveree (diocese de Lincoln) até 1372
- Guardião do Guarda-Roupa do Rei 1377
- Prebendário de Mapesbury em St Paul's até 1390
- Deão de St Martin's le Grand 1389-1390
- Pároco em Ivinghoe (diocese de Lincoln) 1381
- Reitor de Wearmouth (diocese de Durham) 1381-1382
- Chanceler do Tesouro 1381
- Prebendário de Waltham em Chichester 1385 - 1391
- Deão de Lichfield 1381-1390
- Deão de Stafford 1380 - 1390

Ele foi nomeado para a décima segunda bancada na Capela de São Jorge, Castelo de Windsor em 1381, e ocupou o canonismo apenas por um mês.